# پلاسمودسم

ساختار پلاسمودسم

پخش راه دیواره یاخته در دیواره یاخته گیاهی با رنگ نارنجی و پخش راه پلاسمودسمی با رنگ آبی در پلاسمودسم یاخته گیاهی نشان داده شده‌اند.

پلاسمودسماتا (مفرد: پلاسمودسم) کانال‌های میکروسکوپی هستند که در عرض دیوارهٔ سلولی سلول‌های گیاهی و برخی جلبک‌ها قرار دارند و موجب برقراری ارتباط بین سلول‌ها می‌گردند. گونه‌هایی که دارای پلاسمودسم هستند، کاروفیته‌ها، کارالس‌ها و کولیوکاتل‌ها (همگی جلبک اند) و نیز گیاهان آب زی می‌باشند. برخلاف سلول‌های جانوری، همهٔ سلول‌های گیاهی توسط دیواره‌ای پلی ساکاریدی احاطه شده‌اند. دیوارهٔ سلولی و لاملا، سلول‌های گیاهی مجاور را از یکدیگر جدا می‌کند و بدین ترتیب فضایی فراسلولی به نام آپوپلاست را به وجود می‌آورد. درست است که دیواره نسبت به برخی پروتئین‌های ریز و قابل انحلال و مواد محلول دیگر کاملاً تراواست، اما پلاسمودسم تنظیم مستقیم ترابری مواد بین سلول‌ها را بر عهده دارد. دو نوع پلاسمودسم وجود دارد: پلاسمودسم نخستین که در هنگام تقسیم سلولی شکل می‌گیرد و پلاسمودسم دومین که در سلول‌های بالغ شکل می‌گیرد.

## مسیر آپوپلاستی و سیمپلاستی
ساختارهای مشابهی به نام اتصالات سلول‌های جانوری مانند (به انگلیسی: Gap Junction)ها و نانو لوله‌های غشایی وجود دارند که به پروتئین‌های قابل انحلال کوچک و سایر مواد با قابلیت انحلال اجازهٔ عبور نمی‌دهند.

## شکل‌گیری پلاسمودسم
پلاسمودسماتا هنگامی شکل می‌گیرند که انشعابات شبکهٔ آندوپلاسمی در طول تیغهٔ میانی به دام می‌افتند و به‌طور افقی بین دوسلول تازه تقسیم شده قرار می‌گیرند و به تدریج با گذشت زمان باعث ارتباط سیتوپلاسمی بین دو سلول مجاور می‌گردند (پلاسمودسم نخستین). در این محل دیواره گسترش چندانی نیافته و فرورفتگی‌ها و قسمت‌های کم قطر، پیت‌ها را می‌سازند که سلول‌های مجاور را به یکدیگر مرتبط می‌سازند. پلاسمودسم می‌تواند بین سلول‌های تقسیم نشده نیز قرار گیرد و بدین ترتیب پلاسمودسم دومین را می‌سازد.

## ساختار
یک سلول گیاهی معمولی ممکن است بین {\displaystyle 10^{3}} تا {\displaystyle 10^{5}} پلاسمودسم داشته باشد که ارتباط بین سلول‌های مجاور را امکان‌پذیر می‌سازد که اندازهٔ هرکدام بین ۱ تا ۱۰ میکرومتر است. پلاسمودسم‌ها در قسمت مرکزی تقریباً بین ۵۰ تا ۶۰ نانومتر قطر دارند و از سه لایهٔ اصلی ساخته شده‌اند: غشای پلاسمایی، پوش سیتوپلاسمی و لوله‌های شبکهٔ آندوپلاسمی که دسموتوبول نام دارند. دسموتوبول‌ها می‌توانند به دیواره‌های تا قطر ۹۰ نانومتر نفوذ کنند. انشعابات گستردهٔ غشای پلاسمایی ساختار یکسانی با آن دارند و دارای لایه‌های فسفولیپیدی هستند.

## پوش سیتوپلاسمی
پوش سیتوپلاسمی فضایی پرشده از مایع است که توسط پلاسمالما و گستره‌ای از سیتوسل احاطه شده‌است. تجمع مولکول‌ها و یون‌ها برای انتقال بین سلول‌ها در این قسمت انجام می‌گیرد. مولکول‌های کوچکتر مانند قندها و آمینواسیدها و نیز یون‌ها می‌توانند به آسانی، بدون نیاز به صرف انرژی شیمیایی و از طریق مکانیسم انتشار عبور کنند و انتقال یابند. البته برخی از پروتیین‌ها مانند GFP(نوعی پروتیین با ۲۳۸ آمینواسید) نیز می‌توانند از پوش سیتوپلاسمی عبور کنند. اما چگونگی انتقال پروتیین‌های درشت هنوز شناخته نشده‌است. یک فرضیه اینست که پلی ساکارید «کالوس» در ناحیهٔ گردن مانند پلاسمودسماتا انباشته شده، ساختار حلقه مانندی را ایجاد می‌کند که با تغییر قطر خود، تراوایی سیتوپلاسم نسبت به مواد گوناگون را کنترل می‌کند.

## دیسموتوبول‌ها
هر دیسموتوبول یک لوله منشعب از شبکهٔ آندوپلاسمی است که از طریق لان یک سلول وارد سلول مجاور می‌شود. برخی از مولکول‌ها شناخته شده‌اند که از طریق این کانال‌ها انتقال میابند، اما به نظر می‌رسد که این اصلی‌ترین روش انتقال مواد در پلاسمودسم‌ها نیست. مجاور دیسموتوبول و غشای پلاسمایی نواحی ای شناسایی شده‌است که دارای ماده‌ای متراکم از الکترون است که این نواحی با استفاده از ساختارهای شعاعی به یکدیگر متصل شده‌اند. این لوله‌ها پلاسمودسم را به کانال‌های کوچکتری تقسیم می‌کنند. این رشته‌ها ممکن است دارای شامل اکتین و میوزین هم باشند. رشته‌های اکتین و میوزین در ساختار اسکلت سلولی نیز وجود دارند. این پروتیین‌ها می‌توانند در انتقال مولکول‌های درشت مشخصی بین دو سلول نقش داشته باشند.

## انتقال مواد
اثبات شده‌است که پلاسمودسماتا در انتقال پروتئین‌ها (از جمله عوامل رونویسی)، RNAهای کوچک، RNAهای پیک و ژنوم ویروسی از سلولی به سلول دیگر دخالت دارد. انتقال پروتیین MP۳۰ ویروس موزاییک تنباکو یا TMV از جمله انتقالات پروتیین‌های ویروسی است. به نظر می‌رسد MP۳۰ به ژنوم ویروس متصل می‌شود و آن را در طول پلاسمودسماتا از سلول آلوده به سلول سالم انتقال می‌دهد. انتقال هورمون فلورژن تولید شده در برگ به مریستم انتهایی نیز در طول پلاسمودسماتا صورت می‌گیرد تا فرایند رویش گل تحریک شود. پروتئین MP۳۰می‌تواند با تسریع حرکت خود در گیاه حد نهایی حجم انتقالات را از ۷۰۰ دالتون به ۹۴۰۰ دالتون برساند. مدل‌های متعددی برای انتقال فعال در پلاسمودسم وجود دارد. پیشنهاد شده‌است که این انتقالات تحت تأثیر پروتئین‌های محدود به سطح دیسموتوبول‌ها است. پیشنهاد شده‌است که این انتقالات توسط برهم کنش پروتئین‌های روی سطح دیمسموتوبول‌ها انجام می‌شود یا با استفاده از پروتیین‌های روی هم تا نخوردهٔ شاپرون. این باعث می‌شود که آن‌ها بتوانند از نواحی با عرض کم نیز عبور کنند. همچنین مکانیسم مشابهی برای انتقال نوکلوئیک اسید ویروسی درون پلاسمودسم وجود دارد.